# Roger de Salisbury
Pour les articles homonymes, voir Salisbury.
Roger de Salisbury (prob. 1065/1069 – 11 décembre 1139), évêque de Salisbury à partir de 1107, fut aussi chancelier d'Angleterre, et géra donc l'administration anglo-normande.

## Biographie

### Ascension
D’origine inconnue mais apparemment humble, Roger est décrit par l'historien du XIIe siècle Guillaume de Newburgh comme étant un prêtre pauvre et inculte d’une petite église près de Caen lorsque le futur roi Henri Beauclerc le rencontre. L'historien raconte que le prince et ses soldats viennent assister à sa messe et sont impressionnés par la rapidité avec laquelle il célèbre l’office. Henri Beauclerc le prend alors immédiatement à son service. Cette description non contemporaine n'est pas confirmée par la notification de son élection au siège épiscopal de Salisbury en 1102. Dans celle-ci, il y est décrit comme étant un prêtre d'Avranches, qui est alors un important centre culturel normand.
Roger de Salisbury rentre au service du prince d'abord comme chapelain, puis devient probablement son sénéchal. Monté sur le trône, Henri le nomme presque immédiatement chancelier en 1101,. Peu après, Roger est le candidat du roi au siège épiscopal de Salisbury. Il est élu par le chapitre cathédral de Salisbury en 1102 et investi formellement en septembre 1102. Peu après, il renonce à sa fonction de chancelier. En pleine querelle des Investitures, Anselme de Cantorbéry refuse de le consacrer. Lorsque le roi demande à l'archevêque Gérard d'York de procéder à la consécration, Roger parvient à temporiser de façon à ne pas se fâcher avec le roi et avec Anselme. Il est finalement consacré le 11 août 1107, peu après la fin de la querelle, avec quatre autres évêques.

### À la tête du gouvernement anglais
Le roi a toute confiance en lui, et après la bataille de Tinchebray (1106), il le lui montre en lui donnant la garde de son frère prisonnier Robert Courteheuse. Roger reçoit aussi de nombreux dons du roi, sous forme de terres et de châteaux. Il devient rapidement l'un de ses ministres les plus importants. Il a des qualités indéniables pour organiser l'administration du royaume. Avant 1110, Roger s'occupe des finances du royaume à Winchester. C'est lui qui met en place l'Échiquier, qui est mentionné en Angleterre pour la première fois à cette époque. Il est aussi probablement l'inventeur des pipe rolls (vers 1114) et sert de juge royal, surtout dans le domaine financier. Après une ascension graduelle dans les responsabilités durant les vingt premières années du règne du roi, Roger finit par se rendre indispensable, et Henri Ier lui donne les rênes du gouvernement tout entier après 1120.
Il officie durant les funérailles de la reine Mathilde en 1118, mais sa revendication à célébrer le remariage d'Henri Ier avec Adélaïde de Louvain (1121) échoue. Il participe à la cérémonie de consécration du nouvel archevêque de Cantorbéry Guillaume de Corbeil, qui était son candidat et pour qui il a réussi à obtenir le siège archiépiscopal.
Après la mort de la reine Mathilde d'Écosse, l'épouse d'Henri Ier, en 1118, et la mort de leur fils Guillaume Adelin en 1120, Roger est désigné pour être le régent du royaume pendant la présence du roi en Normandie entre 1123 et 1126. Il est peut-être l'initiateur d'un programme de justice itinérante (vers 1124) et d'une réforme de la fonction de shérif. Vers 1126, il crée le poste de trésorier de l'Échiquier, et le confie à son neveu Néel, l'évêque d'Ely. Lorsque Henri Ier décide de faire de sa fille Mathilde l'Emperesse son héritière, il est possible que Roger perde un peu de son autorité, en particulier à cause de ses doutes sur les capacités de cette dernière. Quoi qu'il en soit, son intervention est déterminante pour obtenir des barons et ecclésiastiques du royaume qu'ils fassent serment de reconnaître Mathilde comme successeur de son père à la mort de celui-ci. À Londres en 1127, il est le second à faire le serment après l'archevêque de Cantorbéry. Il reste toujours le principal ministre d'Henri Ier et a toujours sa confiance, mais la garde de Robert Courteheuse lui est retiré en 1126. En 1128-1129, un audit du trésor est fait non pas sous sa direction, mais sous l'autorité de Robert de Gloucester et Brian FitzCount, tous deux de fervents soutiens de l'Emperesse. L'audit montre que de nombreux shérifs, la plupart mis en place par Roger lui-même, sont très endettés envers l'Échiquier. L'enquête des deux barons conduit à une réorganisation de l'administration. Nul doute que cet audit a été mené car le roi avait des doutes sur la gestion du trésor effectuée par Roger. Néanmoins Roger reste probablement régent durant les absences du roi en Normandie.

### Début du règne d'Étienne
À la mort du roi Henri Ier d'Angleterre, le 1er décembre 1135, le trône doit passer à sa fille Mathilde l'Emperesse. Mais Henri Ier n'a jamais convaincu ses barons que Mathilde pourrait gouverner par elle-même. Roger a, comme tous les barons et grands ecclésiastiques, fait un serment de reconnaître Mathilde. Mais il est absolument contre son mariage au comte d'Anjou, et il affirme que son serment était conditionné à l'obligation du roi de consulter ses barons avant de marier sa fille à un étranger. Prévenu de la mort du roi, Étienne de Blois en profite. Il traverse la Manche et rejoint au plus vite Londres. Là, les citoyens le reconnaissent pour roi. Il se rend ensuite à Winchester, siège du trésor et de l'administration royale, où son frère est évêque. Grâce à ce dernier, il s'assure du soutien de Roger de Salisbury et de Guillaume du Pont de l'Arche, le gardien du trésor royal. En retour, il promet d'être un souverain modèle envers l'Église.
Roger est récompensé pour son aide. Il reçoit le bourg et le hundred de Malmesbury, son fils Roger est nommé chancelier, et son neveu Adelelm obtient le poste de trésorier. Il est présent aux côtés du roi à son couronnement, aux obsèques d'Henri Ier, au concile de Londres et à sa cour de Pâques à Oxford. Roger poursuit ses fonctions de chef de gouvernement durant les premières années du règne, avec plusieurs membres de sa famille dont ses neveux, les évêques Alexandre de Lincoln et Néel d'Ely. Il est probablement le régent du royaume pendant la visite d'Étienne en Normandie en 1137. Son influence dans les affaires politiques et ecclésiastiques commence à décliner quand Étienne prend la mesure de son royaume et que son frère Henri devient légat papal (1139).

### Déchéance
1138 voit Robert, le comte de Gloucester et fils illégitime du roi Henri Ier, renoncer à son allégeance envers Étienne au profit de sa demi-sœur Mathilde l'Emperesse. Plusieurs barons, probablement jaloux du train de vie et de la puissance de Roger de Salisbury, essaient de convaincre Étienne que Roger pourrait très bien rejoindre la cause de l'Emperesse. Le comte Galéran IV de Meulan arrive à persuader le roi de se débarrasser de l'évêque et de ses nombreux parents. Roger est convoqué le 24 juin 1138 à la cour royale d'Oxford. Il s'y rend avec ses neveux les évêques de Lincoln et d'Ely. Il est alors victime d'une machination organisée contre lui. Un incident armé, provoqué volontairement par les hommes d'Alain de Dinan, dégénère et se conclut par plusieurs morts et blessés. Roger est accusé d'être responsable de l'incident et donc d'avoir brisé la paix dans le royaume. Il est alors sommé de rendre tous ses châteaux en garantie de sa bonne foi. À son refus, Roger, son fils Roger (dit le Pauvre) et son neveu Alexandre sont arrêtés. Néel, quant à lui, réussit à s'échapper et se réfugie dans le château de son oncle à Devizes. Étienne assiège le château et menace de pendre Roger le Pauvre. Il obtient alors la capitulation de l'évêque. Dans la foulée, les autres châteaux en possession de Roger sont confisqués : Sherborne, Malmesbury et Salisbury, ainsi que les trésors qu'ils contiennent, tombent dans les mains du roi.
Protestant contre l'arrestation des évêques, Henri de Blois, l'évêque de Winchester et frère d'Étienne, exige leur rétablissement. Au concile de Winchester auquel le roi est convoqué pour répondre de cet acte, il revendique d'avoir non pas arrêté Roger de Salisbury en tant qu'évêque, mais en tant que ministre déloyal. De plus, au cours du procès Roger est incapable de se laver des accusations de trahison. Étienne s'attire la réprobation du clergé pour cet acte. C'est une grave erreur politique car il a besoin de son soutien dans la guerre civile qui se prépare. Roger retourne donc à Salisbury où il est étroitement surveillé par des agents du roi. C'est là qu'il meurt d'une fièvre le 11 décembre 1139.

### À la tête de l'évêché de Salisbury
Bien que Roger de Salisbury soit surtout connu pour sa fonction de ministre auprès des rois Henri Ier et Étienne d'Angleterre, il ne négligea pas sa fonction d'évêque. Les chartes écrites par lui qui nous sont parvenues montrent qu'il était impliqué dans la gestion de son diocèse. Il semble que ce soit lui, plutôt que son prédécesseur Osmond de Sées, qui mette en place le système de prébendes et de dignités dans son chapitre cathédral. Il semble avoir administré son évêché aussi bien que le royaume. Il reconstruit notamment la cathédrale de l'Old Sarum et l'agrandit considérablement. Sur ce site, il fait aussi reconstruire l'ancien château royal. Ailleurs il fait construire les châteaux de Devizes Sherborne et Malmesbury. Pour Henri de Huntingdon, celui de Devizes était l'un des plus beaux d'Europe.

### Réputation
Roger est surtout réputé pour ses activités séculières. C'est lui qui organisa et réforma le système de gouvernement de l'Angleterre après les improvisations de gestion mises en place après la conquête normande. Il créa un gouvernement centralisé, indépendant des officiers de la maison royale, qui dura de nombreux siècles. Il eut tellement de pouvoir entre les mains qu'il fut régulièrement qualifié par les chroniqueurs contemporains de « second après le roi » dans le royaume. Il a souvent été décrit comme un chef justicier, mais cette fonction n'apparaît en fait que sous Henri II.
Par son influence, il fut aussi capable d'établir une dynastie d'administrateur. Ses neveux Alexandre de Lincoln († 1148) et Néel d'Ely († 1169) dirigeaient chacun un évêché ; Adelelm, autre neveu, accéda au poste de trésorier, son fils Roger devint poste de chancelier, et son petit-neveu Richard fitz Néel († 1198), le fils de Néel, administrateur et évêque de Londres.
Il fut aussi un bienfaiteur de l'Ordre des Augustins, patronnant plusieurs de leurs chapitres. Il fut un bienfaiteur du prieuré Sainte-Frideswide d'Oxford.

## Famille et descendance
De sa concubine Matilde de Ramsbury, il a un fils, Roger le Pauvre (Roger le Poer ou Roger Pauper en anglais), qui est décrit comme étant jeune entre 1135 et 1139. C'est un administrateur dans le gouvernement de son père, et il est nommé chancelier d'Étienne entre 1135 et 1139. Sa vie postérieure est inconnue.

### Sources
- B. R. Kemp, « Salisbury, Roger of (d. 1139) », Oxford Dictionary of National Biography, Oxford University Press, 2004.
- « Roger of Salisbury », Christopher Tyerman, Who's Who in Early Medieval England, 1066-1272, Shepheard-Walwyn, 1996 (ISBN 0856831328).